# Thomas Young
Thomas Young   (Milverton, 13 de juny de 1773 - Londres, 10 de maig de 1829) fou un científic anglès, que destacà en els camps de la física, la medicina i la lingüística.

## Biografia
Young pertanyia a una família quàquer de Milverton, Somerset, on va néixer el 1773, el més gran de deu fills. Als catorze anys Young havia après grec i llatí. i posteriorment arribà a dominar el francès, l'italià, l'hebreu, el caldeu, el siríac, l'àrab, el persa, el turc i l'amhàric.

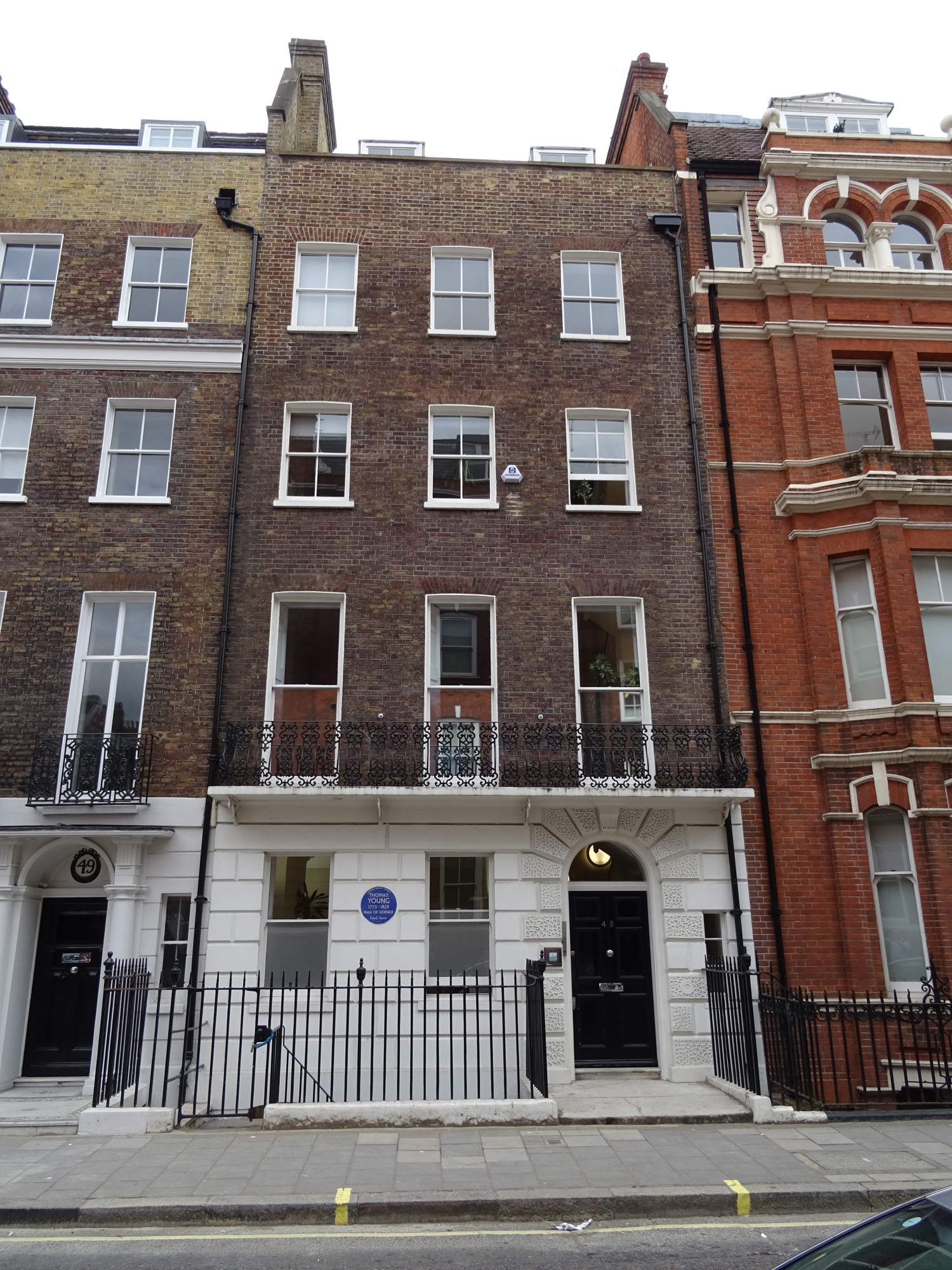
Casa de Young al barri de Marylebone, Londres.

Young va començar a estudiar medicina a Londres al St Bartholomew's Hospital el 1792, es va traslladar a la Facultat de Medicina de la Universitat d'Edimburg el 1794 i un any més tard va anar a Göttingen, Baixa Saxònia, Alemanya, on va obtenir el títol de doctor en medicina el 1796 per la Universitat de Göttingen. El 1797 va ingressar a l'Emmanuel College de la universitat de Cambridge. El mateix any va heretar la finca del seu besoncle, Richard Brocklesby, que el va fer independent econòmicament, i el 1799 es va establir com a metge al 48 de Welbeck Street, al barri de Marylebone, Londres (ara gravada amb una placa blava). Young va publicar molts dels seus primers articles acadèmics de manera anònima per protegir la seva reputació com a metge.
El 1801, Young va ser nomenat professor de filosofia natural (principalment física) a la Royal Institution. En dos anys, va pronunciar 91 conferències. El 1802, va ser nomenat secretari d'Afers Exteriors de la Royal Society, de la qual havia estat escollit membre el 1794. Va renunciar a la seva càtedra el 1803, per por que les seves funcions interferissin amb la seva pràctica mèdica. Les seves conferències es van publicar el 1807 al Curs de Conferències sobre Filosofia Natural i contenen una sèrie d'anticipacions de teories posteriors.
El 1811, Young es va convertir en metge de l'Hospital Saint Georges, i el 1814 va formar part d'un comitè nomenat per considerar els perills que comportava la introducció general de l'enllumenat de gas per il·luminació a Londres. El 1816 va ser secretari d'una comissió encarregada de determinar la durada precisa del pèndol dels segons (la durada d'un pèndol el període del qual és exactament de 2 segons), i el 1818 va esdevenir secretari de la Junta de Longitud i superintendent de l'Oficina de l'Almanac Nàutic HM.
Young va ser escollit membre d'honor estranger de l'Acadèmia Americana de les Arts i les Ciències el 1822. Uns anys abans de la seva mort es va interessar per les assegurances de vida, i el 1827 va ser escollit un dels vuit associats estrangers de l'Acadèmia Francesa de les Ciències. El mateix any es va convertir en un membre corresponent de primera classe, resident l'estranger, de l'Institut Reial dels Països Baixos. El 1828, va ser elegit membre estranger de la Reial Acadèmia Sueca de Ciències.
El 1804, Young es va casar amb Eliza Maxwell. No van tenir fills.
Young va morir als 56 anys a Londres el 10 de maig de 1829, després d'haver patit atacs recurrents d'"asma". L'autòpsia va revelar aterosclerosi de l'aorta.
El seu cos va ser enterrat al cementiri de l'església de St. Giles a Farnborough, al comtat de Kent. L'Abadia de Westminster alberga una tauleta de marbre blanc en memòria de Young, amb un epitafi d'Hudson Gurney:
| « | Sagrat per a la memòria de Thomas Young, M.D., Fellow i Secretari d'Afers Exteriors de la Royal Society, Membre de l'Institut Nacional de França; un home eminent en gairebé tots els apartats de l'aprenentatge humà. Pacient de treball ininterromput, dotat de la facultat de percepció intuïtiva, que, aportant un domini igualitari a les investigacions més abstruses de les lletres i de la ciència, va establir primer la teoria onduladora de la llum, i va penetrar primer en l'obscuritat que havia velat durant segles els jeroglífics d'Egipte. Estimat pels seus amics per les seves virtuts domèstiques, honrat pel món pels seus assoliments inigualables, va morir amb l'esperança de la Resurrecció del just. Nascut a Milverton, a Somersetshire, el 13 de juny de 1773. Va morir a Park Square, Londres, el 10 de maig de 1829, als 56 anys d'edat. | » |

Young era molt considerat pels seus amics i col·legues. Es deia que mai no imposava els seus coneixements, però si se li preguntava era capaç de respondre fins i tot la pregunta científica més difícil amb facilitat. Encara que molt erudit, tenia fama de tenir de vegades dificultats per comunicar els seus coneixements. Un dels seus contemporanis va dir que "Les seves paraules no eren les d'ús familiar, i la disposició de les seves idees poques vegades era la mateixa que amb les que conversava. Per tant, era pitjor dotat que qualsevol home que he conegut mai per a la comunicació del coneixement."

### Visions religioses
Encara que de vegades va tractar temes religiosos de la història a Egipte i va escriure sobre la història del cristianisme a Núbia, no se'n sap gaire sobre les opinions religioses personals de Young. Segons el relat de George Peacock, Young mai li va parlar de moral, metafísica o religió, tot i que segons l'esposa de Young, les seves actituds mostraven que "la seva educació quàquera havia influït fortament en les seves pràctiques religioses". Fonts autoritzades han descrit Young en termes d'un quàquer cristià cultural.
Hudson Gurney va informar que abans del seu matrimoni, Young va haver d'unir-se a l'Església d'Anglaterra, i va ser batejat més tard. Després que el seu treball sobre física rebé algunes crítiques de part de Henry Brougham, Young va declarar: "He decidit limitar els meus estudis i la meva ploma només a temes mèdics. No sóc responsable dels talents que Déu no m'ha donat, però els que tinc, els he conreat i emprat fins ara amb tanta diligència com m'han permès fer les meves oportunitats; i continuaré aplicant-los amb assiduïtat, i amb tranquil·litat, a aquella professió que ha estat constantment l'objecte últim de tots els meus treballs.
Gurney va afirmar que Young "va conservar una bona part del seu vell credo i va portar als seus estudis bíblics el seu hàbit d'inquisició de llengües i costums", més que l'hàbit del proselitisme. Tanmateix, el dia abans de la seva mort, Young va participar en sagraments religiosos; tal com s'informa a l'Edinburgh Journal of Science de David Brewster: "Després d'alguna informació sobre els seus assumptes i algunes instruccions sobre els papers jeroglífics a les seves mans, va dir, perfectament conscient de la seva situació, que havia pres els sagraments de l'església el dia anterior... Els seus sentiments religiosos van ser per ell mateix declarats liberals, encara que ortodoxos. Havia estudiat àmpliament les Escriptures, de les quals els preceptes estaven profundament gravats en la seva ment des dels seus primers anys; i va evidenciar la fe que professava; en un curs inflexible d'utilitat i rectitud."

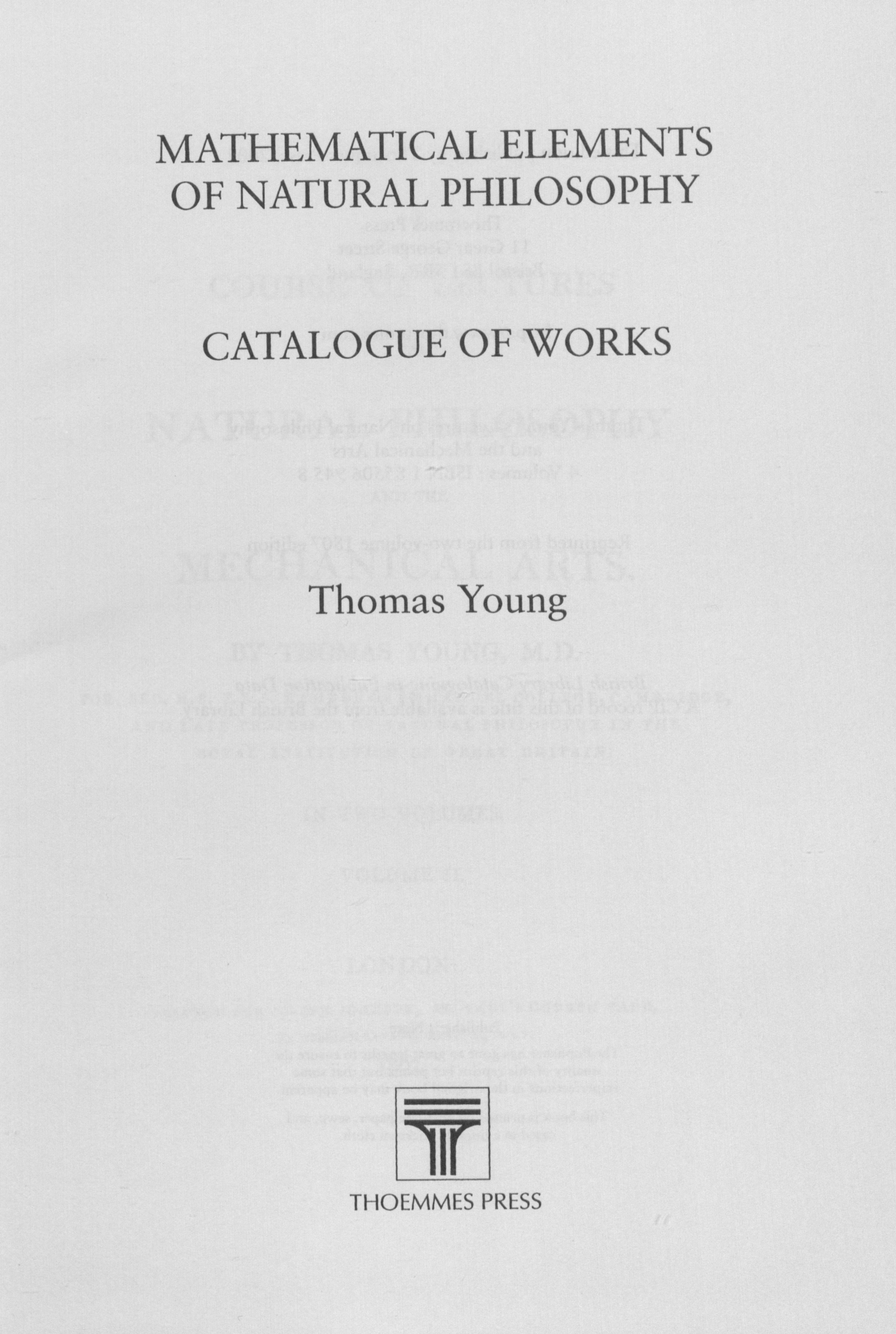
Mathematical elements of natural philosophy, 2002

## Obra científica
Durant els seus anys com a professor de la Royal Institution va realitzar 91 conferències sobre molt diversos temes. Aquestes conferències van ser publicades el 1807 sota el títol Course of Lectures on Natural Philosophy i contenien un bon nombre d'anticipacions de teories que Young desenvoluparia amb posterioritat.
Young és conegut pels seus experiments d'interferència i difracció de la llum demostrant la naturalesa ondulatòria d'aquesta. El 1801 va fer passar un raig de llum a través de dues escletxes paral·leles sobre una pantalla, que generaren un patró de bandes clares i fosques i no simplement dues ratlles clares, el que demostrava la naturalesa ondulatòria de la llum (vegeu «experiment de la doble escletxa»). Young també va fer estudis de materials proposant una mesura de la rigidesa de diferents materials coneguda en l'actualitat com mòdul de Young. Fou també el fundador de l'òptica fisiològica: el 1793 va explicar la manera en què l'ull acomoda la vista a diferents distàncies segons el grau de curvatura del cristal·lí i el 1801 va descriure el defecte òptic conegut com a astigmatisme.
En un camp d'investigació completament diferent, Young va ser un dels primers investigadors a treballar en el desxiframent dels jeroglífics egipcis. El 1814 havia traduït per complet el text en demòtic de la pedra de Rosetta i pocs anys més tard havia avançat bastant en el coneixement de l'alfabet jeroglífic. El 1823 va publicar una obra sobre els seus descobriments en matèria d'escriptura i cultura egípcies. Malgrat que Young havia donat passos molt importants, no aconseguí determinar el valor doble de molts símbols (alhora com a ideograma i com a fonograma), que poc després aconseguiria Jean-François Champollion. Algunes de les conclusions de Young van aparèixer també en l'article sobre Egipte que va escriure el 1818 per a l'Encyclopædia Britannica.